# Explosion d'Alum Chine
 (juillet 2021).
L'explosion d'Alum Chine est une catastrophe survenue dans la rivière Patapsco près de Baltimore, dans le Maryland, aux États-Unis, le 7 mars 1913. Le bateau à vapeur vagabond Alum Chine a explosé alors qu'il chargeait de la dynamite, tuant 33 personnes et en blessant 60 autres.

## Explosion
Le cargo de 1767 tonnes Alum Chine a été construit en 1905. Le 7 mars 1913, il chargeait 350 tonnes courtes de dynamite à destination du canal de Panama près de Fort Carroll (en) dans la partie extérieure du port de Baltimore, quand, à environ 10 h 0 le matin, de la fumée s'échappait de la cale du navire. L'équipage et les manutentionnaires qui chargeaient depuis une barge tentent de prendre la fuite, aidés par le remorqueur Atlantic, mais l'Alum Chine explose à 10 h 30. L'explosion du navire et la dynamite restée sur la barge ont tué 33 personnes près et à bord de l'Alum Chine, dont plusieurs à bord de l'Atlantic et du collier de l'US Navy à proximité Jason (en). Des débris ont été trouvés dans un rayon de 3,2 km. L'hôpital de quarantaine de Baltimore à Wagner's Point a perdu toutes ses fenêtres et la commotion aurait été ressentie à Philadelphie et à Atlantic City.

## Conséquences
Lors de l'enquête sur l'incident, les soupçons se sont portés sur le contremaître adjoint des débardeurs chargeant le navire, William J. Bomhardt, qui a été arrêté parce qu'il était soupçonné d'avoir heurté une boîte de dynamite avec un crochet à balles, provoquant l'explosion de la boîte et menant à l'éventuelle explosion plus importante. Une théorie a été avancée au cours de l'enquête selon laquelle la dynamite, qui avait été congelée pour le chargement, commençait à dégeler et à former des cloques de nitroglycérine. Malgré le témoignage d'un expert en explosifs selon lequel une telle action de Bornhardt ne provoquerait pas d'explosion et que la cause la plus probable était un incendie dans la soute à charbon du navire, le jury a trouvé Bomhardt responsable de l'explosion
Des débris attribués à l'Alum Chine ont été trouvés lors de la construction du tunnel de Fort McHenry (en) sous le port de Baltimore.